# Гертруда Австрийская
Гертруда Австрийская (Гертруда фон Бабенберг; нем. Gertrud von Österreich, Gertrud von Babenberg; 1226 — 24 апреля 1288) — герцогиня Мёдлинга, титулярная герцогиня Австрии и Штирии, племянница последнего представителя мужской линии династии Бабенберг герцога Фридриха II Воителя.

## Наследница
Гертруда была единственной дочерью герцога Мёдлинга Генриха Жестокого (1208—1228), второго сына австрийского герцога Леопольда VI Славного, и его жены Агнессы (1205—1247), дочери ландграфа Тюрингии Германа I. Её отец умер за 2 года до смерти деда, и Леопольду в 1230 году наследовал его младший сын Фридрих.
Окружение Гертруды пробовало оспорить герцогскую корону у её дяди Фридриха II, так как согласно патенту герцогства и династии Бабенбергов «Privilegium Minus», в случае отсутствия наследников мужского пола австрийские земли разрешалось передавать по женской линии. Однако им это не удалось, и Гертруда довольствовалась только наследственным герцогством своего отца — Мёдлинг, а также была передана под опеку своего дяди Фридриха.
Несмотря на два брака, у герцога Фридриха II не было детей, и Гертруда оставалась в статусе наследницы Австрии, а следовательно, завидной невестой. Фридрих, который старался вести самостоятельную политику, не подконтрольную Священной Римской империи, пообещал чешскому королю Вацлаву I выдать Гертруду за его старшего сына Владислава Моравского (1227—1247), а также австрийские территории к северу от Дуная в качестве приданого, чтобы заключить союз против императора Фридриха II. Однако позже, когда императору Священной Римской империи потребовалась поддержка австрийского герцога, он обещал сделать Австрию королевством, включив в неё область Крайну, и дядя Гертруды вступил с ним в союз уже против чешско-венгерского блока. Он отказался от намерений выдать её замуж за чешского принца, и в 1245 году на переговорах в Вероне пообещал 50-летнему императору сделать 17-летнюю Гертруду его женой.
Однако тут проявила характер сама девушка: она отказалась выходить за императора Фридриха замуж — возможно, из-за разницы в возрасте, возможно, из-за того, что он имел трения с папским престолом, а возможно — потому что любила Владислава Моравского. Тем не менее чешский король Вацлав в союзе с венграми ввёл в Австрию войска, чтобы принудить герцога Фридриха заключить брак племянницы с его сыном. Фридрих Воитель, однако, повёл успешную военную кампанию, и неизвестно, чьей женой всё же стала бы Гертруда, если бы 15 июня 1246 году он не погиб в битве на реке Лейта, которую австрийцы в конечном итоге тоже выиграли у чехов и венгров.
С его смертью угасла династия Бабенбергов, правящая в Австрии с 976 года. В живых остались лишь две женщины: Гертруда и её тётка Маргарита (1204—1266), которая была вдовой германского короля Генриха VII, старшего сына императора Фридриха II, а кроме того, была старше отца Гертруды Генриха, а следовательно, тоже могла иметь некоторые права на престол.

## Герцогиня

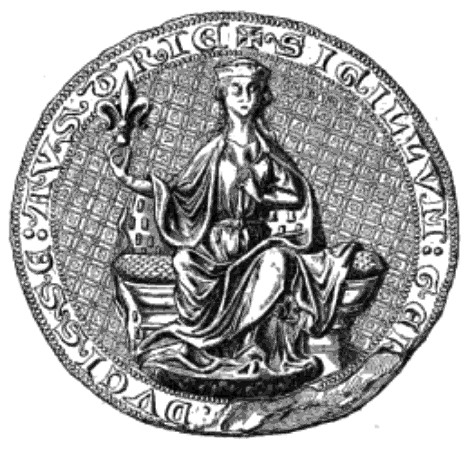
Печать Гертруды Австрийской

После гибели герцога Фридриха II чешский король Вацлав I спешно организовал брак Гертруды со своим сыном Владиславом и провозгласил их герцогом и герцогиней Австрийскими. Однако Владислав внезапно заболел и 3 января 1247 года скончался.
Узнав об этом, император Фридрих, в нарушение «Privilegium Minus», объявил Австрию вымороченным леном и ввёл свои войска в герцогство, вступив в Вену. Вдовствующая герцогиня Гертруда со своими сторонниками бежала в Венгрию. Венгерский король Бела IV известил римского папу Иннокентия IV о намерении завладеть Австрией. О защите папу попросила и Гертруда. Тот поначалу пообещал поддержку Беле, который даже вторгся в австрийские земли, но затем папа решил разыграть свою карту, пообещав помощь Гертруде и взамен заставив её выйти замуж за маркграфа Бадена Германа VI (ок. 1225—1250). Свадьба состоялась, и 14 сентября 1248 года папа признал Германа герцогом Австрии и Штирии.
В следующем году Гертруда родила в Алланде сына Фридриха. По случаю этого события 30 местным жителям были даны расширенные земельные участки, которые стали основой сельхозсообщества Allander Urhausbesitzer. В 1250 году у четы родилась дочь Агнесса, названная в честь матери Гертруды.
Однако правление Германа в Австрии было неудачным. Австрийское дворянство и горожане не оказали ему поддержку. Герману пришлось искать убежища у герцога баварского Оттона II. Его отношения с женой разладились настолько, что когда 4 октября 1250 года 25-летний герцог скончался, Гертруду подозревали в его отравлении.

## Борьба за наследство
У Гертруды был ещё шанс вернуть себе престол Австрии: папа Иннокентий предлагал ей поддержку в обмен на брак с другим одним своим кандидатом на герцогскую корону — братом антикороля Германии Вильгельма II Голландского Флорисом де Воогдом. Однако она отказалась выходить за него замуж, из-за чего потеряла благосклонность папы.
В Австрии дела также разворачивались не в её пользу. После смерти Германа VI ситуацией решил воспользоваться король Чехии Пржемысл Отакар II, брат первого мужа Гертруды Владислава Моравского, которые полагал, что в силу этого имеет некоторые права на герцогскую корону. В 1251 году он вторгся в австрийские земли и вынудил местное дворянство признать его герцогом.
Австрийская знать поставила перед Отакаром условие: он должен был жениться на одной из наследниц Бабенбергской династии. Пржемысл отказался заключать брак с Гертрудой как вдовой своего брата, и предпочёл её тетку Маргариту, которая была старше его почти на 30 лет. Свадьба состоялась 11 февраля 1252 года.
В этой ситуации Гертруда вновь вступила в союз с венгерским королём Белой IV, который, как и она, не потерял надежды вернуть контроль над Австрией и Штирией. Бела, в свою очередь, договорился о поддержке со своим союзником галицким князем Даниилом Романовичем. Согласно этой договорённости, сын Даниила Роман (ок. 1230 — 1258) 27 июня 1252 года женился на Гертруде и заявил свои права на австрийский престол. Венгерская армия вошла в Штирию, а русские войска вторглись в Австрию. Отакар был разбит у Опавы, союзники заняли окрестности Вены. Гертруда и Роман поселились в замке Гимберг южнее австрийской столицы. В 1253 году у них родилась дочь Мария.
Однако здесь своё окончательное слово сказал папа Иннокентий IV, до этого несколько раз менявший мнение в пользу то одной, то другой стороны. Теперь он подтвердил законность перехода Австрии к Пржемыслу Отакару II как к мужу ближайшей кровной родственницы австрийского герцога Фридриха II. Ситуация стала складываться не в пользу Романа Даниловича, вскоре он оказался осажден в Гимберге превосходящими силами Отакара. В конце 1253 года Роман бежал, оставив Гертруду и малолетнюю дочь. Вскоре их брак был расторгнут официально.
Убедившись, что дело Романа проиграно, венгерский король Бела IV сам начал претендовать на те австрийские земли, что еще оставались под властью Гертруды. В 1254 году Пржемысл, ставший к тому времени чешским королём, заключил с Белой мирный договор, предусматривающий признание Отакара II герцогом Австрии и передающий Штирию и Винер-Нойштадт Венгрии.
Гертруда получила часть Штирии, содержание в 400 серебряных марок в год, и города Фойтсберг и Юденбург в качестве резиденций.
В 1260 году Штирия восстала против Белы, и Отакар разбил его и вынудил уйти, став полновластным правителем этих земель. В следующем году он расторг брак с Маргаритой, которая умерла в 1266 году.
Теперь Гертруда оставалась единственной наследницей Бабенбергов. Пржемысл Отакар разрешал ей жить в Штирии, так как хотел наладить отношения с Венгрией. Однако Гертруда и её повзрослевший сын Фридрих не отступились от претензий на австрийский престол и продолжали интриговать, поэтому в 1267 году Отакар выгнал их.

## Изгнание и смерть
Некоторое время Гертруда с семьёй жила в Каринтии при дворе мужа своей дочери герцога Ульриха III. Её сын Фридрих Баденский отправился отвоёвывать Сицилийское королевство вместе с внуком императора Фридриха II Конрадином, однако вместе с ним был разбит, взят в плен и казнён в Неаполе 29 октября 1268 года. Через год умер её зять Ульрих III, который завещал Каринтию своему племяннику — Пржемыслу Отакару. Он сослал Гертруду в город Виндиш-Фейстриц. Затем она вместе с семьёй нашла убежище в Мейсене.
В 1278 году император Священной Римской империи Рудольф I Габсбург победил Отакара, который погиб в битве на Моравском поле, и отобрал у него Австрию. В следующем году её дочь Агнесса отказалась от прав на Баден, Австрию и Штирию. После того, как в 1282 году Рудольф Габсбург передал Австрию своим наследникам, Гертруда окончательно лишилась надежды вернуть свои владения.
Спустя 6 лет после этого, в 1288 году, (по другим данным, в 1299-м) Гертруда умерла, находясь в сане аббатисы клариссинского монастыря Святой Афры в Зюблице в Мейсене.

## Браки и дети
1-й брак — с 1246 года: Владислав Моравский (1227—1247), сын короля Чехии Вацлава I, герцог Австрии и Штирии в 1246—1247. Детей в браке не было.
2-й брак — с 1248 года: Герман VI, маркграф Бадена (ок. 1225—1250), сын Германа V Баденского, герцог Австрии и Штирии в 1248—1250. Дети:
- Фридрих I (1249 — 29 октября 1268), маркграф Бадена, герцог Австрии и Штирии в 1250—1251 годах;
- Агнесса (1250 — 2 января 1295), замужем с 1263 года за Ульрихом III, герцогом Каринтии, вторым браком — с 1270 года за Ульрихом II, графом Хойнбург (ум. в 1308). Имела шестерых детей.

3-й брак — с 27 июня 1252 года: Роман Данилович, князь Слонимский и Луцкий (ок. 1230 — 1258), сын Даниила Романовича Галицкого. Дети:
- Мария (р. в 1253), замужем с 1270 года за Йоахимом Гуткеледом, сыном бана Стефана IV Загребского, бывшего венгерского губернатора Штирии